# Śmigło (album)
Śmigło – album polskiej grupy rockowej Perfect, wydany w 1999 roku.

## Skład
- Dariusz Kozakiewicz – gitara
- Jacek Krzaklewski – gitara
- Grzegorz Markowski – wokal
- Piotr Szkudelski – perkusja, tamburyn
- Piotr Urbanek – gitara basowa

## Lista utworów
1. "Opowieść Hermafrodyty" – 1:26
2. "Śmigło" – 3:36
3. "Nie raz, nie dwa" – 3:24
4. "Vampiria de lux" – 6:01
5. "Ten moment" – 3:45
6. "Każdy tańczy sam" – 4:16
7. "Miłość rośnie w nas" – 5:46
8. "Władca danych" – 4:41
9. "To tylko tokszoł" – 4:02
10. "Koła" – 3:23
11. "Nie wolno" – 3:48
12. "Zamykam oczy – widzę przestrzeń" – 4:51
13. "Złodziej, rycerz, król i mag" – 4:17
14. "Nie fkóórwiay mnie" (piosenka zamieszczona tylko na części wydawnictwa)

## Single
- "Nie raz, nie dwa"
- "Każdy tańczy sam"
- "Miłość rośnie w nas"
- "Zamykam oczy – widzę przestrzeń"